# نیکول آقبالیان
نیکول پوغوسی آقبالیان (ارمنی: Նիկոլ Պողոսի Աղբալյան؛ ۱۸۷۵ – ۱۹۴۷) یک چهره اجتماعی، ادیب، کارشناس امور تعلیم و تربیت، سیاستمدار و تاریخ‌نگار ادبیات اهل ارمنستان و عضو فعال حزب داشناکسوتیون بود. وی ویراستار روزنامه هوریزون (Horizon) نیز بود.

## زندگی‌نامه
‏در ۱۸۷۳م در تفلیس متولد شد. ‏ تحصیلات خود را در دبیرستان عالی نرسیسیان تفلیس و مدرسهٔ عالی گئورکیان اجمیادزین به پایان رساند و در دانشگاه‌های مسکو، لوزان و سوربن فرانسه تحصیل کرد. ‏
با شروع جنگ جهانی اول آقبالیان به عضویت شورای ملی ارمنیان و هیئت اجرایی یگان‌های داوطلب رزمنده انتخاب شد. همچنین، در زمینهٔ نقل و انتقال و اسکان آوارگان ارمنی فعالیت داشت. در ۱۹۱۸–۱۹۲۰م نمایندهٔ مجلس و پس از آن، وزیر آموزش عمومی در جمهوری اول ارمنستان بود. ‏ آقبالیان در محافل معتبر ادبی و انجمن نویسندگان ارمنی عضویت داشت، دارای تألیفاتی متعدد دربارهٔ موضوعات ادبی و تاریخ ادبیات ارمنی است. آقبالیان پس از ۱۹۲۱م، در نخستین روزهای استقرار حکومت شوروی در ارمنستان، زندانی شد. پس از آزادی، ابتدا به تبریز و سپس، به بیروت نقل مکان کرد. وی به همراه لئون شانت بنیان‌گذار مدرسهٔ عالی نشان پالانجیان بود و تا پایان عمر در همان‌جا تدریس کرد. آقبالیان در ۱۹۴۷م در بیروت درگذشت.